# Rudolf Růžička (Komponist)
Rudolf Růžička (geboren 25. April 1941 in Brünn, gestorben 16. Mai 2022 in Brünn) war ein tschechischer Komponist.

## Leben
Růžička besuchte von 1958 bis 1962 das Konservatorium in Brünn und studierte dann an der Janáček-Akademie für Musik und Darstellende Kunst Brünn (JAMU) bei Theodor Schaefer, Miloslav Ištvan und Miloslav Kabeláč. 1969 wurde er Lehrer für Elektronische Musik und Musique concrète an der Janáček-Akademie. Für seine avantgardistischen Kompositionen wurde er vielfach ausgezeichnet, u. a. beim Wettbewerb Musica Nova (1970), beim Marcel-Josse-Wettbewerb (1984) und beim Wettbewerb Mariazell 93 in Salzburg. Er gab Kompositionskurse in zahlreichen europäischen Städten und war von 1986 bis 1993 in der Jury der International Computer Music Competition NEWCOMP. Ab 1992 war er Leiter der Jury des Musica-Nova-Wettbewerbs in Prag.
Neben Orchester- und Vokalwerken sowie Kammermusik komponierte er zahlreiche Stücke für elektroakustische Instrumente.

## Werke
- Divertimento für zwei Flöten und Klavier, 1960
- Miniaturen für Flöte und Klavier, 1962
- Trio für Flöte, Viola und Harfe, 1963
- Sonata Aleatoria für Orgel, Klavier und Schlagzeug, 1963
- Suite Alter Tänze für Orchester, 1964
- Electronia A für Alt, Kammerorchester und elektronische Klänge, 1964
- Electronia B für Kammerchor, Kammerorchester und elektronische Klänge, 1965
- Electronia C, elektronische Komposition, 1966
- Sonata Nuova für Cello und Klavier, 1967
- Contaminationi für Bassklarinette und Klavier, 1968
- Gurges, elektroakustische Komposition, 1968,
- Kosmische Sinfonie für großes Orchester und Orgel, 1971
- Sinfonia concertante für Kammerstreichorchester, 1972
- Konzertsinfonie für Violine und Orchester, 1972
- Sonata Triste für Posaune und Klavier, 1972
- Streichquartett No.2, 1972
- Festouvertüre für großes Orchester, 1973
- Sonata Bravura für Violine und Klavier, 1973
- Sinfonie No.4 für großes Orchester, 1974
- Sextett No.2 für Flöte, Oboe und Streichquartett, 1975
- Konzert für Kontrabass und Streichorchester, 1978
- Bläserquintett No.2, 1975
- Doppelkonzert für Oboe, Trompete und Orchester, 1981
- Ode an Aphrodite für Sopran und Harfe, 1982
- Festmusik für Bläser, 1985
- Kammerkonzert No.4 für Violine und Kammerorchester, 1994
- Morgenlied, Kantate für Chor und Orchester, 1958
- Anna für Sprecher, Alt und Harfe, 1966
- Timbri für Bläserquintett und elektronische Klänge, 1967
- Deliciae für Kontrabass und elektronische Klänge, 1968
- Schöpfung der Welt, Elektronische Collage mit Musik von Darius Milhaud, 1969
- Anthroporea, elektroakustische Komposition, 1969
- Aphorismen für Sprecher und elektronische Klänge, 1969
- Mavors, elektroakustische Komposition, 1970
- Discordia, elektronische Komposition, 1970
- Cantilena Ae Ae Ae für gemischten Chor, 1970
- Cantata Ai Ai A für Mezzosopran, Bassbariton, Kammerchor, Kammerorchester und elektroakustische Klänge, 1971
- Tibia für Flöte und elektroakustische Klänge, 1972
- Concertino für Harfe und elektroakustische Klänge, 1973
- Hommage an Apollo für Sopran, Alt, Flöte, Oboe, Harfe und gemischten Kammerchor, 1974
- Arcanum, elektronische Komposition, 1974
- Malefica für Mezzosopran, Flöte, Klarinette, Viola, Cembalo und elektroakustische Klänge, 1974
- Olympionikai für Sprecher, Bassbariton, Kammerchor und Kammerorchester, 1976
- Paean für Posaune und elektronische Klänge, 1976
- Eirene für Chor, 1977
- Auletike für Oboe (oder Flöte) und gemischten Chor, 1977
- Femis für mittlere Stimme und Instrumente, 1979
- Divertimento in F für vier Hörner, 1979
- Suite No.3 für Klarinette, 1980
- Nomos No.1 für Flöte und Gitarre, 1981
- Nomos No.2 (Psile Aulesis) für Englischhorn (oder Flöte, Oboe, Klarinette, Saxophon), 1982
- Nomos No.3 (Psile Kitharisis) für Harfe, 1983
- Tibia No.1 für Saxophon und elektroakustische Klänge, 1984
- Sinfonie für zwei Orchester und elektroakustische Klänge, 1984
- Rota für Cembalo und elektroakustische Klänge, 1985
- Quartett für vier Saxophone, 1986
- Suite No.6 für Synthesizer; 1986
- Celula, elektronische Komposition, 1986
- Kammerkonzert No.1 für Oboe und Bläserquintett, 1988
- Kammerkonzert No.2 für Flöte und Violaensemble, 1988
- Bucina für Trompete und elektroakustische Klänge, 1988
- Äolsharfe für mittlere Stimme, Harfe und Schlagzeug, 1989
- Parabola für Synthesizer, 1989
- Rosa sepulcreti für Bariton, Synthesizer und elektronische Klänge, 1989
- Kammerkonzert No.3 für Synthesizer und Kammerorchester, 1990
- Fulmen für Schlaginstrumente, 1991
- Suite No.8 for für zwei Klaviere, 1991
- Crucifixion No.1, elektronische Komposition, 1992
- Creation, elektronische Komposition, 1993 (video)
- Suite No.9 für Violine und elektronische Klänge, 1993
- Bulgarisches Quartett für Klarinette, Vibraphon, Marimbaphon und Klavier, 1994
- Brotsack, elektronische Komposition, 1994
- Aves, elektroakustische Komposition, 1994
- Saxophantasy für Sopransaxophon und elektroakustische Klänge, 1994
- Posonensia, elektroakustische Komposition, 1996
- Kymbalon für Dulcimer und elektroakustische Klänge, 1997
- Madona für Orgel, 1998
- Aranea für Instrument oder Stimme und elektronische Klänge, 1999
- Missa, elektroakustische Komposition, 2000–2009